# KLIAエクスプレス
KLIAエクスプレス（ケイエルアイエー-エクスプレス、マレー語：KLIA Ekspres）は、マレーシアのクアラルンプールにあるKLセントラル駅とクアラルンプール国際空港を結ぶ路線、列車の名称である。

## 概要
エクスプレス・レール・リンク (Express Rail Link Sdn. Bhd.) によって運営されている。
- 2002年4月14日 【開業】KLセントラル駅 - KLIA駅 (57.6km)
- 2014年5月2日  【開業】KLIA駅 - KLIA2駅（英語版）[1]

マレーシア航空、キャセイパシフィック航空、マリンドエアの乗客に対し、KLセントラル駅で搭乗手続きができるサービスを実施している

## 列車
| 番号 | 路線名             | 開業年 | 距離  | 駅数 | 区間                   |
| ---- | ------------------ | ------ | ----- | ---- | ---------------------- |
| 6    | KLIAエクスプレス   | 2002年 | 57 km | 3    | KLセントラル駅 - KLIA2 |
| 7    | KLIAトランジット線 | 2002年 | 57 km | 6    | KLセントラル駅 - KLIA2 |

### KLIAエクスプレス
KLセントラル駅からKLIA駅、KLIA2駅までを途中駅には停まらず最高速度160km/hで走る。
始発から終点までの所要時間は33分である。
- KLセントラル駅発:始発05時00分 - 00時00分
- KLIA2駅（英語版）発:始発5時05分 - 0時05分
- 朝夕は20分間隔、それ以外の時間帯は30分間隔で運転される[3]。

### KLIAトランジット
途中駅にも停車する列車が同区間を走っており、通勤・通学などにも使われている。
全線とおしの所要時間は39分である。
- KLセントラル駅発・始発04時33分 - 終電00時03分
- KLIA2駅（英語版）発 ・始発05時48分 - 終電0時59分
- 20 - 30分間隔で運行されている[3]。

## 運賃
- KLセントラル駅から、KLIA駅、KLIA2駅への片道運賃は55リンギット (小児 25リンギット)であり、KLIAエクスプレス、KLIAトランジット、どちらの列車を利用しても料金は同じである[4]。
- KLIA駅とKLIA2駅の間は、2リンギット(小児 1リンギット)である[5]。
- Touch 'n Goカードも使用できる。また、自動改札機にVisa payWaveをタッチして乗車することも可能である。

## 駅一覧
| 駅番号   | 英語駅名             | 日本語駅名                   | KLIA エクスプレス 所要時間 | KLIA トランジット 所要時間 | 営業キロ | 接続路線                                                  |
| -------- | -------------------- | ---------------------------- | -------------------------- | -------------------------- | -------- | --------------------------------------------------------- |
| KT1、KE1 | KL Sentral           | KLセントラル                 | 0分                        | 0分                        | 0.0km    | KTM KTMコミューター ラピドKLクラナ・ジャヤ線 KLモノレール |
| KT2      | Bandar Tasik Selatan | バンダル・タシッ・スラタン   | ｜                         | 7分                        |          | スリ・プタリン線 KTMコミューター                          |
| KT3      | Putrajaya/Cyberjaya  | プトラジャヤ・サイバージャヤ | ｜                         | 19分                       |          |                                                           |
| KT4      | Salak Tinggi         | サラッ・ティンギ             | ｜                         | 28分                       |          |                                                           |
| KT5、KE2 | KLIA                 | KLIA                         | 28分                       | 35分                       | 57.6km   |                                                           |
| KT6、KE3 | KLIA2                | KLIA2                        | 33分                       | 39分                       | 59.8km   |                                                           |

## 車両
- ET425M形 - シーメンス製
- Equator EMU - 中国中車長春軌道客車製